# Andrew Young
Andrew Jackson Young Jr. (nascido em 12 de março de 1932) é um político, diplomata e ativista estadunidense. Começando sua carreira como pastor protestante, Young foi um dos primeiros líderes no movimento dos direitos civis, atuando como diretor-executivo da Conferência de Liderança Cristã do Sul (SCLC) e um confidente próximo de Martin Luther King Jr. Young mais tarde se tornou ativo na política, atuando como um congressista da Georgia nos EUA, embaixador dos Estados Unidos nas Nações Unidas sob a presidência de Jimmy Carter e 55.º prefeito de Atlanta. Desde que deixou o cargo, Young fundou ou serviu em muitas organizações que trabalham em questões de políticas públicas e lobby político.

## Primeiros anos e educação
Andrew Young nasceu em 12 de março de 1932, em Nova Orleans. Filho da professora Daisy Young e do dentista Andrew Jackson Young Sr. O pai de Young contratou um boxeador profissional para ensinar Andrew e seu irmão a se defenderem. Em uma entrevista de 1964 com o autor Robert Penn Warren para o seu livro Who Speaks for the Negro?, Young relembra as tensões da segregação em Nova Orleans, especialmente porque crescera em uma família próspera. Ele lembra que seus pais tentaram "compensar a segregação" cuidando de seus filhos, mas relutavam em ajudar comunidades negras menos ricas da região.
Young estudou na Dillard University por um ano antes de se formar na Howard University. Em 1955 ele obteve o diploma de bacharel em divindade pelo Hartford Seminary, localizado na cidade de Hartford, Connecticut. Ele é membro da fraternidade Alpha Phi Alpha.

## Início da carreira
Young foi designado para servir como pastor de uma igreja em Marion, Alabama. Foi em Marion que ele conheceu Jean Childs, que mais tarde tornou-se sua esposa. Young ficou interessado no conceito de resistência não-violenta de Mahatma Gandhi como uma tática para a mudança social. Ele incentivou os afro-americanos a se registrar para votar no estado do Alabama e, algumas vezes, enfrentava ameaças de morte ao fazê-lo. Foi nessa época que ele se tornou amigo e aliado de Martin Luther King Jr.
Em 1955, ele aceitou o pastorado na Igreja Congregacional Betânia, em Thomasville, Geórgia.
Em 1957, Young e Jean se mudaram para a cidade de Nova Iorque quando ele aceitou um emprego na Divisão de Jovens do Conselho Nacional de Igrejas. Enquanto morava em Nova York, Young apareceu regularmente no Look Up and Live, um programa semanal de televisão do canal CBS apresentado nas manhãs de domingo, produzido pelo Conselho Nacional de Igrejas, em um esforço para alcançar jovens seculares.
Young serviu como pastor da Igreja Congregacional Evergreen em Beachton, Geórgia, de 1957 a 1959.
Em 1960, ele ingressou na Conferência de Liderança Cristã do Sul. Já não satisfeito com seu trabalho na cidade de Nova York, Young se mudou para Atlanta, Geórgia, em 1961, a convite de Bernard Lafayette e trabalhou para registrar eleitores negros. Young desempenhou um papel fundamental nos eventos de 1963 em Birmingham, Alabama, servindo como mediador entre as comunidades brancas e negras. Young fazia esse trabalho de negociação enquanto enfrentavam um cenário de inúmeros protestos.
Em 1964, Young foi nomeado diretor executivo da Conferência de Liderança Cristã do Sul. Como colega e amigo de Martin Luther King Jr., ele trabalhou como estrategista e negociador durante as Campanhas de Direitos Civis em Birmingham (1963), St. Augustine (1964), Selma (1965) e Atlanta (1966). Ele foi preso por sua participação em manifestações de direitos civis, tanto em Selma, Alabama, quanto em St. Augustine, Flórida. O movimento ganhou a aprovação no Congresso da Lei dos Direitos Civis de 1964 e Lei dos Direitos de Voto de 1965. Young estava com King em Memphis, Tennessee, quando King foi assassinado em 1968.

## Embaixador das Nações Unidas
Embaixador Young, ligando da cidade de Nova York em um telefone seguro da STU-I durante as negociações de paz Egito-Israel. (Museu da NSA)
Em 1977, o presidente Jimmy Carter nomeou Young para servir como embaixador dos Estados Unidos nas Nações Unidas. Young foi o primeiro afro-americano a ocupar o cargo. O vereador da cidade de Atlanta, Wyche Fowler, venceu a eleição especial para preencher a vaga de Young no Congresso.
Embora os EUA e a ONU tenham promulgado um embargo de armas contra a África do Sul, como embaixador do presidente Carter na ONU, Young vetou sanções econômicas.
Young causou polêmica quando, durante uma entrevista em julho de 1978 com o jornal francês Le Matin de Paris, enquanto discutia a União Soviética e seu tratamento de dissidentes políticos, ele disse: "Ainda temos centenas de pessoas que eu classificaria como prisioneiros políticos em nossas prisões, "em referência a direitos civis presos e manifestantes anti-guerra. Em resposta, o representante dos EUA Larry McDonald (D-GA) patrocinou uma resolução para impeachment de Young, mas a medida falhou de 293 a 82. Carter se referiu a ela em uma entrevista coletiva como uma "declaração infeliz".
Em 1979, Young desempenhou um papel de liderança no avanço de um assentamento na Rodésia, com Robert Mugabe e Joshua Nkomo, que haviam sido dois dos líderes militares na Guerra de Rodesian Bush, que terminou em 1979. O acordo abriu o caminho para Mugabe assumir primeiro-ministro da recém-formada República do Zimbábue. Houve uma eleição geral em 1979, levando o bispo Abel Muzorewa ao poder como líder do Conselho Nacional Africano Unificado, levando ao país de vida curta do Zimbábue, Rodésia. Young se recusou a aceitar os resultados das eleições e descreveu a eleição como "neofascista", um sentimento ecoado pelas resoluções 445 e 448 do Conselho de Segurança das Nações Unidas. A situação foi resolvida no ano seguinte com o Acordo da Casa de Lancaster e o estabelecimento do Zimbábue.
O favorecimento de Young a Mugabe e Nkomo sobre Muzorewa e seu antecessor e aliado, Ian Smith, tem sido controverso. Muitos ativistas afro-americanos, incluindo Jesse Jackson e Coretta Scott King, apoiaram o anticolonialismo representado por Mugabe e Nkomo. [3] No entanto, houve oposição de outros, incluindo o líder dos direitos civis Bayard Rustin, que argumentou que as eleições de 1979 haviam sido "livres e justas", além dos senadores Harry F. Byrd Jr. (I-VA) e Jesse. Lemes (R-NC). Mais tarde, foi criticado em 2005 por Gabriel Shumba, diretor executivo do Fórum de exilados anti-Mugabe do Zimbábue.
Em julho de 1979, Young descobriu que um próximo relatório da Divisão das Nações Unidas para os Direitos Palestinos pedia a criação de um Estado Palestino. Young queria adiar o relatório porque o governo Carter estava lidando com muitas outras questões na época. Ele se reuniu com representantes da ONU de vários países árabes para tentar convencê-los de que o relatório deveria ser adiado; eles concordaram em princípio, mas insistiram que a Organização de Libertação da Palestina também tinha que concordar. Como resultado, em 20 de julho, Young se encontrou com Zehdi Terzi, representante da ONU da OLP, no apartamento do embaixador da ONU no Kuwait. Em 10 de agosto, as notícias da reunião tornaram-se públicas quando o Mossad vazou sua transcrição da reunião, adquirida ilegalmente, primeiro ao Primeiro Ministro Menachem Begin e depois pelo seu escritório à Newsweek. A reunião foi altamente controversa, uma vez que os Estados Unidos já haviam prometido a Israel que não se reuniria diretamente com a OLP até reconhecer o direito de existência de Israel.
O embaixador da Young na ONU terminou em 14 de agosto. Carter negou qualquer cumplicidade no que foi chamado de "Caso Andy Young" e pediu que Young se demitisse. Questionado sobre o incidente pela Time logo depois, Young declarou: "É muito difícil fazer as coisas que acho que são do interesse do país e manter os padrões de protocolo e diplomacia... Eu realmente não sinto sinto muito por qualquer coisa que eu tenha feito." Logo depois, no programa de televisão Meet the Press, ele afirmou que Israel era" teimoso e intransigente ".
Depois que seu embaixador terminou, Young tornou-se professor convidado na Michigan State University, em East Lansing, Michigan.

## Prefeito de Atlanta
Em 1981, depois de ter sido solicitado por várias pessoas, incluindo Coretta Scott King, a viúva de Martin Luther King Jr., Young concorreu à prefeitura de Atlanta. Ele foi eleito no final daquele ano com 55% dos votos, sucedendo a Maynard Jackson. Como prefeito de Atlanta, ele trouxe US $ 70 bilhões em novos investimentos privados. Ele continuou e expandiu os programas de Jackson para incluir empresas pertencentes a minorias e mulheres em todos os contratos da cidade. A Força Tarefa do Prefeito em Educação estabeleceu a Dream Jamboree College Fair, que triplicou as bolsas de estudos concedidas aos formandos das escolas públicas de Atlanta. Em 1985, ele se envolveu na reforma do zoológico de Atlanta, que foi renomeado como zoológico de Atlanta. Young foi reeleito como prefeito em 1985 com mais de 80% dos votos. Atlanta sediou a Convenção Nacional Democrata de 1988 durante o mandato de Young. Ele foi proibido, por limites de prazo, de concorrer a um terceiro mandato. Durante seu mandato, ele falou sobre como estava "feliz por ser prefeito desta cidade, onde um dia o prefeito me jogou na cadeia".

## Eleições para governador da Georgia
Depois de deixar o gabinete do prefeito no início de 1990, Young lançou uma candidatura à indicação democrata para governador em 1990. Ele participou de uma primária que incluía três ex-futuros governadores da Geórgia: o então vice-governador Zell Miller, o então senador estadual Roy Barnes e o ex-governador Lester Maddox. O campo também continha a representante do estado Lauren "Bubba" McDonald. A primeira pesquisa apontou Young entre 38% e 30% de Miller, 15% para Maddox e 10% para Barnes, com o McDonald a 7%. Young fez uma campanha árdua, mas pela primária, sem mensagem central, sua campanha teve problemas contra o tenente-governador bem-preparado e preparado. Miller liderou a primária com 40%, contra 29% e 21% para Young, enquanto Barnes, Maddox obteve 7% e McDonald completou 3%. O futuro senador americano Johnny Isakson ganhou a indicação republicana. Após a impressionante e ampla vitória primária de Miller, a campanha de Young fracassou. Muitos acham que ele falhou em seu esforço ao tentar obter apoio entre os eleitores brancos rurais e conservadores, em vez de criar sua base urbana e afro-americana. Além disso, Young nunca encontrou um problema que despertasse simpatizantes, ao contrário de Miller, que ganhava eleitores ao defender uma loteria estadual. Miller venceu o segundo turno, 2 a 1, e encerrou as aspirações do governador de Young para sempre.

## Carreira pós-prefeitura
Young foi diretor do Instituto Drum Major de Políticas Públicas e também é presidente do conselho da Iniciativa Global para o Avanço da Terapia Nutricional.
Em 1996, Young foi co-presidente dos Jogos Olímpicos de Verão de 1996.
De 2000 a 2001, Young serviu como presidente do Conselho Nacional de Igrejas.
Andrew Young na Biblioteca Presidencial LBJ em 2013
Em 2003, Young fundou a Fundação Andrew Young, uma organização destinada a apoiar e promover educação, saúde, liderança e direitos humanos nos Estados Unidos, África e Caribe.
De fevereiro a agosto de 2006, Young serviu como porta-voz público das Famílias Trabalhadoras do Wal-Mart, um grupo de defesa da cadeia de varejo Wal-Mart. Young renunciou ao cargo logo após uma entrevista controversa com o O Los Angeles Sentinel, no qual, quando perguntado sobre o Wal-Mart prejudicar empresas independentes, ele respondeu: "Você vê que são as pessoas que estão nos sobrecarregando e se esgotaram e se mudaram para a Flórida. Acho que roubaram nossa comunidades eram suficientes. Primeiro eram judeus, depois coreanos e agora árabes."
Em 2007, a GoodWorks Productions lançou o documentário Rwanda Rising, [30] sobre o progresso de Ruanda desde o genocídio de Ruanda em 1994. Young também atuou como narrador do filme. Ruanda Rising estreou como a seleção da noite de abertura no Pan African Film Festival em Los Angeles em 2007.
Uma versão editada de Rwanda Rising serviu como episódio piloto de Andrew Young Presents, uma série de especiais trimestrais de uma hora que vão ao ar na televisão sindicalizada nacionalmente. 
Em 22 de janeiro de 2008, Young apareceu como convidado no programa de televisão The Colbert Report. O anfitrião Stephen Colbert convidou Young a aparecer durante a greve dos roteiristas, porque, em 1969, o pai de Young e Colbert havia trabalhado juntos para mediar uma greve de trabalhadores hospitalares. Young fez outra aparição no The Colbert Report em 5 de novembro de 2008, para falar sobre a eleição de Barack Obama para a presidência. 
Em 9 de janeiro de 2015, Young proferiu a palestra no Dia de Comemoração da Martin Luther King Jr. da Universidade de Vanderbilt. O tema foi "Desmantelando a segregação: raça, pobreza e privilégio", e Young falou sobre suas experiências em Selma, histórias de viagens com King e seus conselhos para a próxima geração de líderes. [36]
Em 13 de maio de 2019, Young fez o discurso na cerimônia de início da primavera da Universidade de Emory.
Em 29 de maio de 2020, Young declarou que motins, violência e saques "prejudicam a causa em vez de ajudá-la".

## Vida Pessoal
Young tem quatro filhos com sua primeira esposa, Jean Childs Young, que morreu de câncer de fígado em 1994. Sua sogra era Idella Jones Childs. Ele se casou com Carolyn McClain em 1996.
Em setembro de 1999, Young foi diagnosticado com câncer de próstata que foi removido com sucesso com cirurgia em janeiro de 2000. 

## Prêmios
- Medalha Presidencial da Liberdade (1981);
- Legião de Honra;
- Medalha da NAACP;